# Curwensville
Curwensville är en ort av typen borough i Clearfield County i den amerikanska delstaten Pennsylvania med en yta av 6,1 km² och en folkmängd, som uppgår till 2 650 invånare (2000).

## Kända personer från Curwensville
- Charles Emory Patton, politiker, kongressledamot 1911-1915
- John Patton, politiker, senator 1894-1895